# Brytyjskie Wyspy Dziewicze na Letnich Igrzyskach Olimpijskich 2000
Brytyjskie Wyspy Dziewicze na Letnich Igrzyskach Olimpijskich 2000 reprezentowała 1 zawodniczka.

## Lekkoatletyka
- Keita Cline – bieg na 200 m (odpadła w 1 rundzie eliminacji)